# Colangitis aguda
La colangitis aguda (també anomenada, rarament, colangitis ascendent o angiocolitis o colangeïtis) és una inflamació del conducte biliar comú que transporta la bilis, (la qual ajuda a la digestió) des del fetge fins a la vesícula biliar i després fins a l'intestí concretament fins a la cara medial de la porció descendent del duodè.
La causa més comuna de la colangitis aguda és una infecció bacteriana que pot ocórrer quan es presenta obstrucció del conducte a causa d'un càlcul biliar, estenosi o per un tumor invasiu (colangiocarcinoma intra o extrahepàtic, per exemple).
La malaltia fou descrita per primera vegada per Jean-Martin Charcot l'any 1877, amb el nom de 'febre hepàtica simptomàtica'.

## Etiologia
Els principals orígens de la colangitis aguda i del creixement bacterià en la bilis és la coledocolitiasi (litiasi del conducte biliar comú), La prevalença de colelitiasis en la població general es del 10-15% i provoca més del 50% de les colangitis), les complicacions que tenen lloc com a conseqüència d'una actuació quirúrgica o exploratòria i -amb molta menor freqüència- la síndrome de Mirizzi, la de Gardner i diverses neoplàsies de les vies biliars o del pàncrees.
En condicions normals la via biliar es estèril gràcies a les propietats antibacterianes de les sals biliars, a la secreció local d'immunoglobulina A i a la protecció que exerceix l'esfínter d'Oddi de l'ampul·la de Vater, el qual evita l'ascens massiu de microorganismes des del duodè cap a la via biliar. En aquesta vía pot existir una petita quantitat de bacteris, però si no està obstruïda és rar que es desenvolupi una colangitis aguda. L'obstrucció augmenta ràpidament la pressió intraductal, ocasionant una estasi (estancament del flux) biliar que afavoreix la proliferació bacteriana, altera els mecanismes de defensa immunitària i permet que els microbis penetrin en el sistema circulatori.
Els microorganismes més comunament cultivats en la bilis d'un pacient amb colangitis inclouen l'Escherichia coli, la Klebsiella pneumoniae, l'Enterococcus faecalis i el Bacteroides fragilis. De forma ocasional, s'aïllen estreptococs o estafilococs. Rares vegades, una colangitis per B. fragilis es complica amb l'aparició d'una pericarditis purulenta.
Pot ser provocada per la colangiohidatidosi (una de les complicacions evolutives de l'equinococcosi hepàtica) i -de forma incidental- per helmintosis com la fasciolosi o l'ascariosi. El paràsit Clonorchis sinensis, un trematode que pot sobreviure 20-25 anys a l'interior dels ductes biliars després de ser ingerit, és una de les possibles causes de colangitis aguda entre la població asiàtica.

## Quadre clínic
Les manifestacions clíniques habituals de la colangitis aguda corresponen a l'anomenada triada de Charcot: febre, icterícia i dolor abdominal al quadrant superior dret. En estats d'afectació general, quan es produeix una colangitis aguda supurada, es dona la péntada de Reynolds, que són els mateixos signes de la triada de Charcot a més de xoc sèptic i deteriorament del nivell de consciència (obnubilació). En certs casos, la colangitis supurada arriba a originar abscessos hepàtics i trombosi portal. La colangitis piogènica recurrent, també anomenada colangiohepatitis oriental o malaltia de Hong Kong, es caracteritza per episodis repetits de colangitis aguda causats per la presència de múltiples càlculs intraductals i la subsegüent constricció inflamatòria de l'arbre biliar. Fa anys era una patologia endèmica al Sud-est asiàtic, però avui dia es pot veure arreu del món en migrants originaris d'aquesta zona geogràfica.
Els pacients amb colangitis aguda poden presentar des de quadres lleus i autolimitats fins a estats crítics que posen en perill la vida, depenent de les seves comorbilitats prèvies i del tipus d'obstrucció (completa o incompleta i permanent o transitòria). Els més seriosos corresponen a obstruccions completes i permanents. A les 'Guies de Tokio' (2007) es van agrupar els individus amb aquesta malaltia en tres categories, en funció de la gravetat de la seva simptomatologia i del grau de resposta al tractament.

## Diagnòstic
A més dels signes clínics, el diagnòstic es confirma efectuant procediments radiològics abdominals (ecografia, TAC i/o colangioressonància magnètica), en els quals s'aprecien les característiques de l'obstrucció de la via biliar i molt sovint la causa subjacent del problema.
Les modificacions de les Guies de Tokio de 2013 i de 2018 varen establir els actuals i molt més definits criteris diagnòstics de colangitis aguda:
- A: Inflamació sistèmica.
  - 1: Febre i/o calfreds.
  - 2: Resultats analítics que indiquin resposta inflamatòria (leucocitosi, proteïna C reactiva elevada).
- B: Colèstasi.
  - 1: Icterícia.
  - 2: Resultats analítics demostratius de funció hepàtica alterada (alts nivells de transaminases, augment de la bilirubina, de la fosfatasa alcalina i de la GGT, i disminució de l'albúmina).
- B: Proves d'imatge.
  - 1: Dilatació de la via biliar.
  - 2: Constatació de l'etiologia del procés.

El diagnòstic de sospita requereix un criteri A + un criteri B o C i el definitiu un criteri A + criteri B + un criteri C. En tots els casos sospitosos és preceptiu agafar mostres de sang per fer hemocultius abans d'administrar medicació antimicrobiana empírica.

## Tractament
En la colangitis lleu (grau I de la classificació de Tokio) el tractament amb antibiòtics molt sovint és eficaç, però si després de 24 h no s'obté una evolució favorable, cal plantejar la pràctica d'un drenatge biliar. Els malalts de gravetat moderada (grau II) requereixen antibiòtics i drenatge biliar en un centre de nivell adequat dins de les primeres 48 h. Els casos de major gravetat (grau III) són tributaris de procediments de suport vital i de drenatge urgent quan estiguin estabilitzats hemodinàmicament. El tractament definitiu del procés causal de la colangitis (colecistectomia, per exemple) es realitza una vegada s'ha aconseguit resoldre el quadre agut. Els actuals procediments d'endoscòpia intervencionista permeten reduir el temps d'hospitalització i d'antibioticoteràpia, sense que augmenti significativament el risc de complicacions postoperatòries encara que es practiquin en casos greus.